# Markus Merk
Markus Merk (né le 15 mars 1962 à Kaiserslautern en Allemagne) est un arbitre allemand de football. Il est dentiste professionnel et vit à Otterbach.
En 1988, à l'âge de 25 ans, il devient le plus jeune arbitre à prendre en charge un match de Bundesliga. Il devient arbitre FIFA quatre ans plus tard. Il était arbitre aux JO 1992 à Barcelone.
En 2004 et 2005, il reçoit le titre de Meilleur arbitre du monde, prenant en charge la finale de la Ligue des Champions 2003 et la finale de l'Euro 2004. En 2005, Merk reçoit la croix de chevalier de l'ordre du Mérite de la République fédérale d'Allemagne pour services rendus au football mais aussi à l'action des œuvres caritatives en Inde.
Il est le seul arbitre allemand pour la Coupe du monde 2006.
Il est également l'arbitre le plus expérimenté de Bundesliga, avec au compteur 334 matches dirigés.
Le 17 août 2005, il devint le premier arbitre de football professionnel à avoir mis un carton rouge à Lionel Messi car ce dernier avait donné un léger coup de bras au visage sur Vilmos Vanczák, qui lui accrochait le maillot avec insistance.